# August Julius Sahlgreen
August Julius Sahlgreen (1828 – 1. december 1856) var en dansk violinist og kgl. kapelmusikus.
5. januar 1848 deltog han i opførelsen af Ludwig van Beethovens C-dur-kvartet sammen med bl.a. Carl Reinecke. Han døde 1856, kun 28 år gammel.